# Nerthus

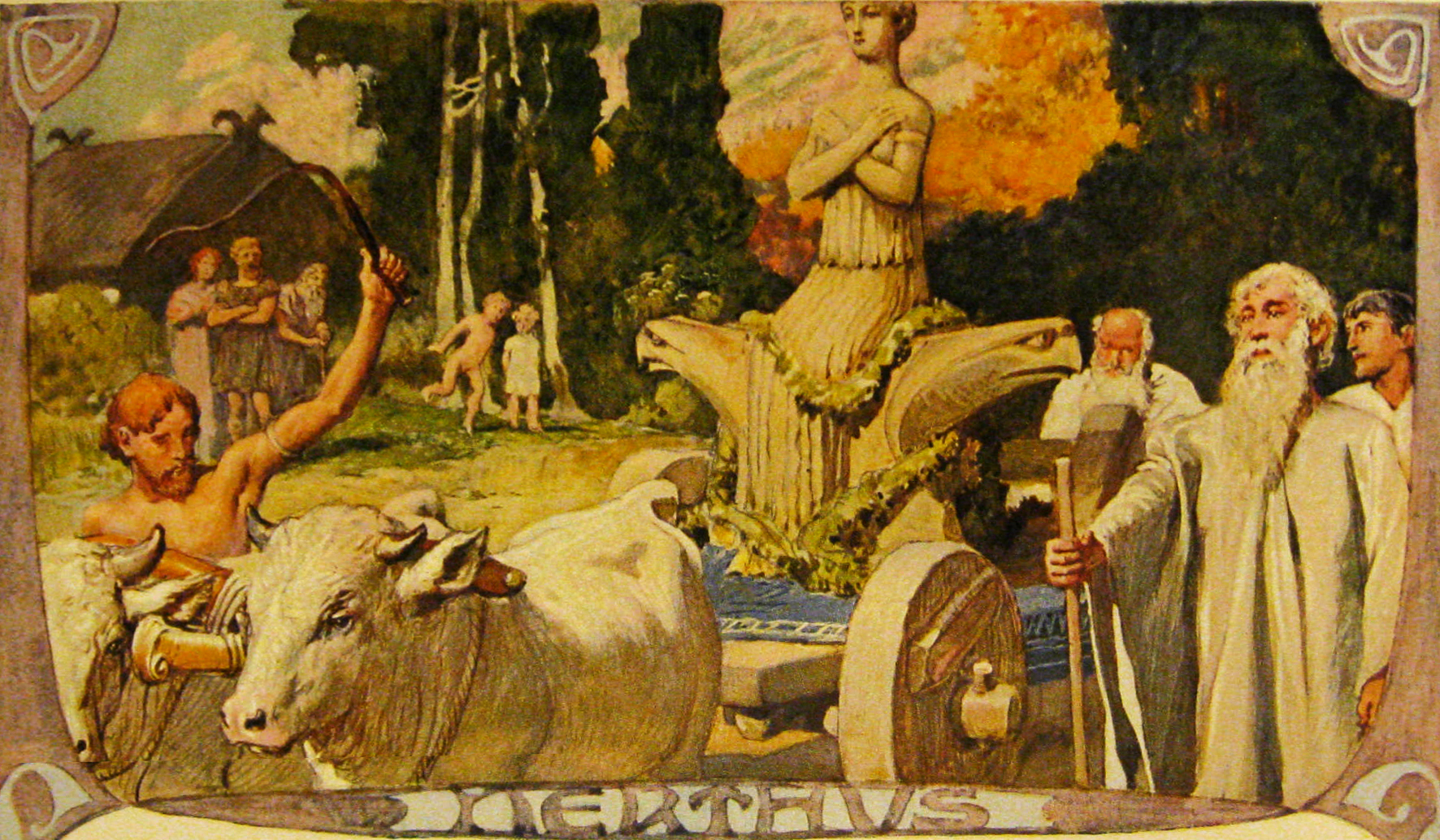
Der festliche Umzug der Nerthus auf ihrem Wagen. Illustration von Emil Doepler ca. 1905

Nerthus ist eine Gottheit der germanischen Mythologie, die gelegentlich mit dem eddischen Njörd identifiziert wird.

## Darstellung bei Tacitus
Gemäß Kapitel 40 der Germania des römischen Geschichtsschreibers Tacitus wurde die Gottheit Nerthus von den germanischen Stämmen der Avionen, Anglier, Variner, Eudosen, Suardonen, nördlichen Sueben und Nuitonen verehrt. Tacitus beschreibt Nerthus als Terra Mater (lat.: Mutter Erde).
Auf einer Insel im Ozean (gemeint ist wohl die Ostsee), in einem heiligen Hain gab es laut Tacitus einen bedeckten Wagen, der nur von einem Priester berührt werden durfte. Mit diesem von Kühen gezogenen Wagen soll Nerthus durch das Land gefahren sein. Während dieser Fahrt herrschte bei den Stämmen ein heiliger Friede, der an den ebenfalls von Tacitus überlieferten Frieden bei den Suionen erinnert. Nach der Fahrt wurde der Wagen mit den ihn bedeckenden Tüchern in einem See von Sklaven gewaschen, die anschließend dort ertränkt wurden.
Der Originaltext lautet bei Tacitus, mit deutscher Übersetzung von Anton Baumstark (1876):
| XL „Contra Langobardos paucitas nobilitat: plurimis ac valentissimis nationibus cincti non per obsequium, sed proeliis ac periclitando tuti sunt. Reudigni deinde et Aviones et Anglii et Varini et Eudoses et Suardones et Nuithones fluminibus aut silvis muniuntur. Nec quicquam notabile in singulis, nisi quod in commune Nerthum, id est Terram matrem, colunt eamque intervenire rebus hominum, invehi populis arbitrantur. Est in insula Oceani castum nemus, dicatumque in eo vehiculum, veste contectum; attingere uni sacerdoti concessum. Is adesse penetrali deam intellegit vectamque bubus feminis multa cum veneratione prosequitur. Laeti tunc dies, festa loca, quaecumque adventu hospitioque dignatur. Non bella ineunt, non arma sumunt; clausum omne ferrum; pax et quies tunc tantum nota, tunc tantum amata, donec idem sacerdos satiatam conversatione mortalium deam templo reddat. Mox vehiculum et vestes et, si credere velis, numen ipsum secreto lacu abluitur. Servi ministrant, quos statim idem lacus haurit. Arcanus hinc terror sanctaque ignorantia, quid sit illud, quod tantum perituri vident.“ | 40 „Die Langobarden dagegen adelt ihre kleine Zahl: von recht vielen und gar starken Nationen umschlossen, sind sie nicht durch Unterwürfigkeit geschützt, sondern durch Schlachten und durch das Bestehen der Gefahren. Die Reudigner hierauf, und die Avionen, die Anglier und Variner, die Eudosen, Suardonen und Nuitonen sind durch Flüsse und Wälder verwahrt. Nichts ist bemerkenswert an all den Einzelnen, als daß sie vereint die Nerthus verehren, d. i. die Mutter Erde, des Glaubens, daß diese eingreife in der Menschen Leben und in der Völker Mitte fahre. Es ist auf einer Insel im Ozean ein heilig-reiner Hain und in demselben ein geweihter, mit einem Gewand bedeckter Wagen, zu berühren nur dem Priester gestattet. Dieser weiß genau, wenn die Göttin im Heiligthum gegenwärtig ist, und begleitet sie, von weiblichen Rindern gezogen, mit tiefer Verehrung. Freudenvoll sind dann die Tage, festlich all die Orte, welche die Göttin ihres Besuches und Eintretens würdigt; keine Kriege beginnen sie, keine Waffen ergreifen sie; verschlossen ist jedes Eisen; Friede und Ruhe sind dann allein bekannt, sind dann allein geliebt, bis die des Umgangs mit den Sterblichen satte Göttin der nämliche Priester dem Heiligthume zurückgibt. Hierauf wird der Wagen nebst den Gewändern, und, wenn man glauben will, das Gotteswesen selbst in geheimem Teiche gebadet. Sklaven sind da die Diener, welche sogleich der nämliche See verschlingt. Daher geheimnißvoller Schauer und heiligfromme Unwissenheit, was jenes Wesen sei, das nur dem Untergang Geweihte sehen.“ |

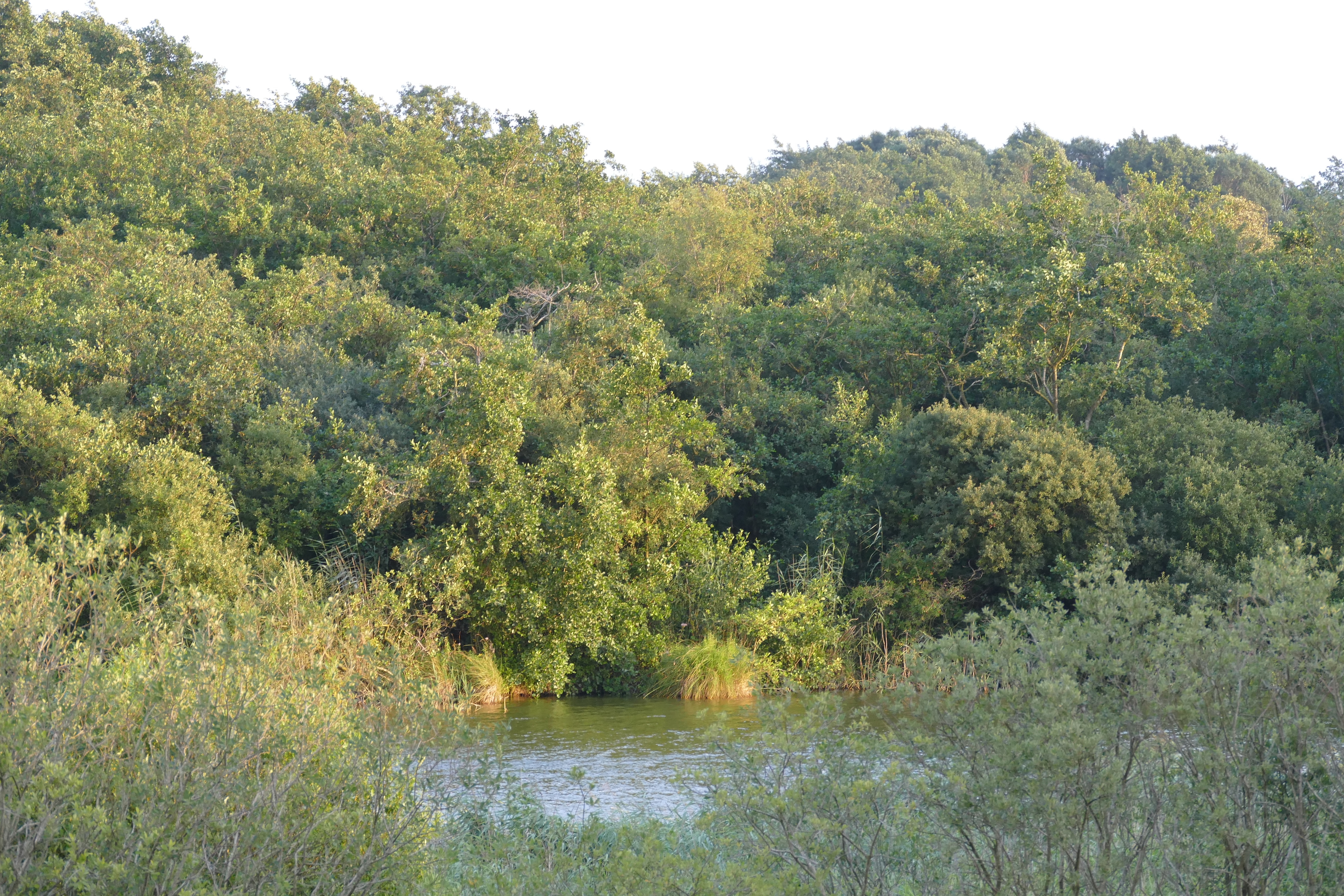
Das bewaldete Feuchtgebiet Hellesø („Heiliger See“) auf Alsen, ein möglicher Kandidat für den Hain und Teich der Nerthus

Die Position des von Tacitus erwähnten Heiligtums ist bis heute nicht geklärt. Unter anderem werden als mögliche Orte die Insel Alsen, die Insel Rügen oder gar die norwegische Westküste genannt. Als Argumente für die Insel Alsen in Nordschleswig werden die dortigen Hünengräber und Steinzeitfunde angeführt, ebenso das Toponym Hellesø („Heiliger See“), ein Feuchtgebiet im Norden Alsens, das mit dem von Tacitus genannten Teich der Nerthus identisch sein könnte. Hinzu kommt eine örtliche Sage von einem im Hellesø versenkten goldenen Wagen, was sich mit dem Wagen der Nerthus im Tacitus-Bericht in Verbindung bringen lässt. Ebenso wurden die von Tacitus genannten, Nerthus verehrenden Volksstämme der Anglier und Variner in Bezug gesetzt zu dem Landschaftsnamen Angeln und dem Ortsnamen Varnæs, beide nicht weit von Alsen entfernt. Selbst der Name der gesamten Insel Alsen könnte vom Nerthus-Heiligtum abgeleitet sein, da das Wort „alhs“ im Gotischen „Tempel, Heiligtum“ bedeutet (doch ist dies nur eine von mehreren Deutungsmöglichkeiten des Namens „Alsen“).

## Verbindung zu Njörd
Der Name der offensichtlich mehr oder weniger geschlechtslosen Gottheit wird seit Jacob Grimm oft als mit dem des nordgermanischen Gottes Njörd (Nerður) für identisch gehalten, weshalb man in Nerthus eine Frühform des Njörd zu sehen pflegt. Die Verehrung Njörds als Schiffsgott passt ebenfalls zu dem heiligen See in der Darstellung bei Tacitus.
Andere Darstellungen sehen Nerthus und Njörd als Geschwister und Götterpaar, von dem Tacitus ausschließlich den weiblichen Teil erwähnte, während die Snorra-Edda später den männlichen Partner hervorhob und den weiblichen in Skadi abwandelte.
Neuerdings wird die Verbindung zwischen Nerthus und Njörd aber stark angezweifelt. Stattdessen wird die Göttin Nerthus mit ihrer Umfahrt durch das Land mehr im Zusammenhang mit den häuslichen Angelegenheiten gesehen. Eine solche Umfahrt wurde auf einer Urne aus Darżlubie nahe Gdingen in Polen gefunden. Frau Holle und Frau Perchta seien die nächsten Parallelen und die eigentlichen Spätformen der Nerthus.